# Barylypa transcaspica
Barylypa transcaspica är en stekelart som först beskrevs av Kokujev 1903.  Barylypa transcaspica ingår i släktet Barylypa, och familjen brokparasitsteklar. Inga underarter finns listade.